# A Cappella Records
A Cappella Records es un sello discográfico estadounidense especializado en música a capela. En 2010, la marca participó en el concurso de modelo de negocio de la UCSC, ganando el primer lugar y un premio en efectivo de 12.000 dólares.

## Historia
A Cappella Records se lanzó como un sello discográfico exclusivamente digital el 19 de mayo de 2009. En ese momento, la organización participó en la primera competencia anual de modelos de negocios de UCSC, pero fue eliminada de la competencia en la ronda semifinal. Luego de su eliminación de la competencia USCS de 2009, continuaron haciendo crecer el sello de seis álbumes iniciales a 25 artistas, 500 pistas y 30 álbumes en su primer año. En 2010, la marca volvió al concurso de modelos de negocio y ganó el primer lugar, junto con un premio en efectivo de 12.000 dólares. Ese mismo año, el sello representó a cuatro de los 10 grupos que competían en The Sing-Off de NBC.

## Lanzamiento de Joypad Records
El 3 de abril de 2012, A Cappella Records lanzó su primer subsello, titulado Joypad Records. Dedicado a versiones de música de videojuegos, Joypad Records vio su sencillo debut, una versión del "Skyrim Main Theme" de Lindsey Stirling y Peter Hollens, en las listas mundiales, alcanzando el puesto número 1 en los Países Bajos y Suecia.